# Viktor Pavlenko
 Viktor Pavlenko (en russe : Павленко, Виктор Алексееви ; en ukrainien : Павленко Віктор Олексійович), né 10 novembre 1886 dans le Kouban et mort en 1932, est un aviateur russe puis ukrainien, combattant de la Première Guerre mondiale.

## Biographie
Il fait ses études à l'école de cadets d'infanterie de Chougouev puis en 1911 décide de s'orienter vers l'aviation, dans une école privée de Varsovie puis à l'École militaire d'aviation de la Katcha. En 1916 il devint lieutenant-colonel de l'Armée de l'air impériale russe. Il dirige le service aérien de la République populaire ukrainienne puis est mis à l'écart par Pavlo Skoropadsky, entre août et novembre 1921, il est ministre de la Défense de la R.P.U., en remplacement de Marko Bezroutchko.

## Honneurs
La 12e brigade d'aviation de l'armée de l'Ukraine porte son nom.

## Référence
1. ↑  « Павленко Виктор Алексеевич : Министерство обороны Российской Федерации », sur web.archive.org,‎ 30 novembre 2021 (consulté le 11 novembre 2023)
2. ↑  « УКАЗ ПРЕЗИДЕНТА УКРАЇНИ №545/2020 — Офіційне інтернет-представництво Президента України », sur web.archive.org,‎ 7 décembre 2020 (consulté le 11 novembre 2023)